# Amlaíb mac Amlaíb
Amlaíb mac Amlaíb (Amlaíb, hijo de Amlaíb) fue un caudillo hiberno-nórdico y guerrero vikingo que aparece en los anales irlandeses como uno de los protagonistas de la derrota en la batalla de Sulcoit en el año 967 contra Dál gCais dirigidos por Mathgamain mac Cennétig. 
El historiador Alexander Bugge sugiere que Amlaíb era hijo de Amlaíb Cenncairech, pues fue el primer personaje contemporáneo asociado con el reino de Limerick en la crónica medieval Caithreim Cellachain Caisil. No obstante, Donnchadh Ó Corráin recuerda que el «Amlaíb del texto recuerda vagamente a Amlaíb Cennchairech pero hay que tener en cuenta que Amlaíb era uno de los nombres vikingos más comunes en Irlanda.»
Amlaíb mac Amlaíb aparece citado en la crónica medieval Cogad Gáedel re Gallaib como aliado de Ivar de Limerick, ambos desterrados tras la batalla de Sulcoit pero unidos en nuevas expediciones vikingas en Inglaterra, un fracasado intento de conquista que acabó con la muerte de Amlaíb y el regreso de Ivar a Irlanda para recuperar el trono de Limerick en solitario.